# Vittorio De Seta
Vittorio De Seta (Palermo, 15 ottobre 1923 – Sellia Marina, 28 novembre 2011) è stato un regista e sceneggiatore italiano.
È considerato il padre del cinema documentario italiano.

## Biografia

### Inizi
Nacque a Palermo da famiglia aristocratica: suo padre era il marchese Giuseppe de Seta (figlio di Francesco De Seta, prefetto di Palermo) e sua madre Maria Elia De Seta poi Pignatelli (figlia di Giovanni Emanuele Elia).
Trascorse l'infanzia in Calabria, dove sua madre, poi separatasi dal marito, risiedeva spesso; dopo aver studiato per qualche tempo architettura a Roma, nel 1953 intraprende la carriera cinematografica lavorando come secondo aiuto regista di Mario Chiari per un episodio del film Amori di mezzo secolo. Nel 1954 diventa aiuto regista di Jean-Paul Le Chanois in Vacanze d'amore. Successivamente si dedica all'attività di sceneggiatore e documentarista.

### Carriera
I documentari che realizza negli anni 1950, ambientati prevalentemente in Sicilia e Sardegna, descrivono con potente espressività i modi di vivere del proletariato meridionale (come le feste sacre di Pasqua in Sicilia) e le dure condizioni di vita dei pescatori siciliani (come la mattanza), dei minatori di zolfo nisseni, dei pastori della Barbagia. Tra questi cortometraggi il documentario Isola di fuoco, ambientato nelle isole Eolie, viene premiato come miglior documentario al Festival di Cannes del 1955.
Nel 1959 regala al pubblico I dimenticati, ambientato ad Alessandria del Carretto, comune calabrese di circa 1600 anime privo al tempo ancora di una strada di accesso al paese, documentando per intero l'antica tradizione della "festa della Pita". 
Nel 2008 questa serie di cortometraggi girati negli anni cinquanta è stata restaurata dalla Cineteca di Bologna, e pubblicata dalla Feltrinelli in un DVD intitolato Il mondo perduto.
Nel 1961 debutta al cinema con Banditi a Orgosolo, sceneggiato con la moglie Vera Gherarducci, un film stilisticamente asciutto, che arricchisce di una sensibilità più moderna e consapevole la lezione del neorealismo e si annovera "tra le cose migliori di ogni tempo sulla Sardegna".
Il film vince il premio Opera prima al Festival di Venezia e il Nastro d'Argento alla migliore fotografia.
Nel 1966 realizza Un uomo a metà, che si allontana dal documentarismo che contraddistingue la sua carriera: è un'analisi in chiave psicanalitica della crisi di un intellettuale nei confronti del suo impegno sociale. Il film, presentato alla XXVII  Mostra d'Arte Cinematografica di Venezia, valse la vittoria della Coppa Volpi, per la migliore interpretazione maschile all'attore francese Jacques Perrin. Tra il 1969 e i primi anni 1970 si trasferisce in Francia per girare L'invitata. Il film, anche se apprezzato da Alberto Moravia e Pier Paolo Pasolini, sarà accolto freddamente.
Nel 1973 De Seta ritorna alle tematiche degli esordi con una miniserie televisiva prodotta dalla RAI, Diario di un maestro, documento di una difficile esperienza didattica condotta in una borgata romana. Il film viene accolto molto bene dal pubblico; questo successo avvia la lunga collaborazione del regista con la RAI.
Negli anni ottanta realizza documentari per la televisione e si trasferisce nella tenuta materna di Sellia Marina in provincia di Catanzaro.
Il suo profondo legame con la Calabria, dove trascorse l'infanzia insieme a sua madre, è esplorato nel documentario In Calabria, del 1993.
Nel 2000 partecipa come attore (nella parte di se stesso) al mediometraggio Melissa 49/99 di Eugenio Attanasio e Giovanni Scarfò.
Nello stesso anno realizza, con il fotografo Angelo Franco Aschei, il corto Mano e partecipa come attore ad un video realizzato da Leandro Manuel Emede con musiche di Giacomo Dati.
Nel 2006 realizza il lungometraggio Lettere dal Sahara, che segue la vita di un immigrato africano in Italia. Il film partecipa fuori concorso al Festival di Venezia.
Sposato con la sceneggiatrice, attrice e poetessa Vera Gherarducci, è nonno dell'attrice Vera Dragone, figlia della sua primogenita Francesca De Seta, anch'essa attrice.
Trascorre gli ultimi anni della sua vita in Calabria, dove muore all'età di 88 anni.

### Tributi
A partire dal 2009 il Bif&st di Bari assegna un premio intitolato a Vittorio De Seta per il "miglior documentario" del festival.

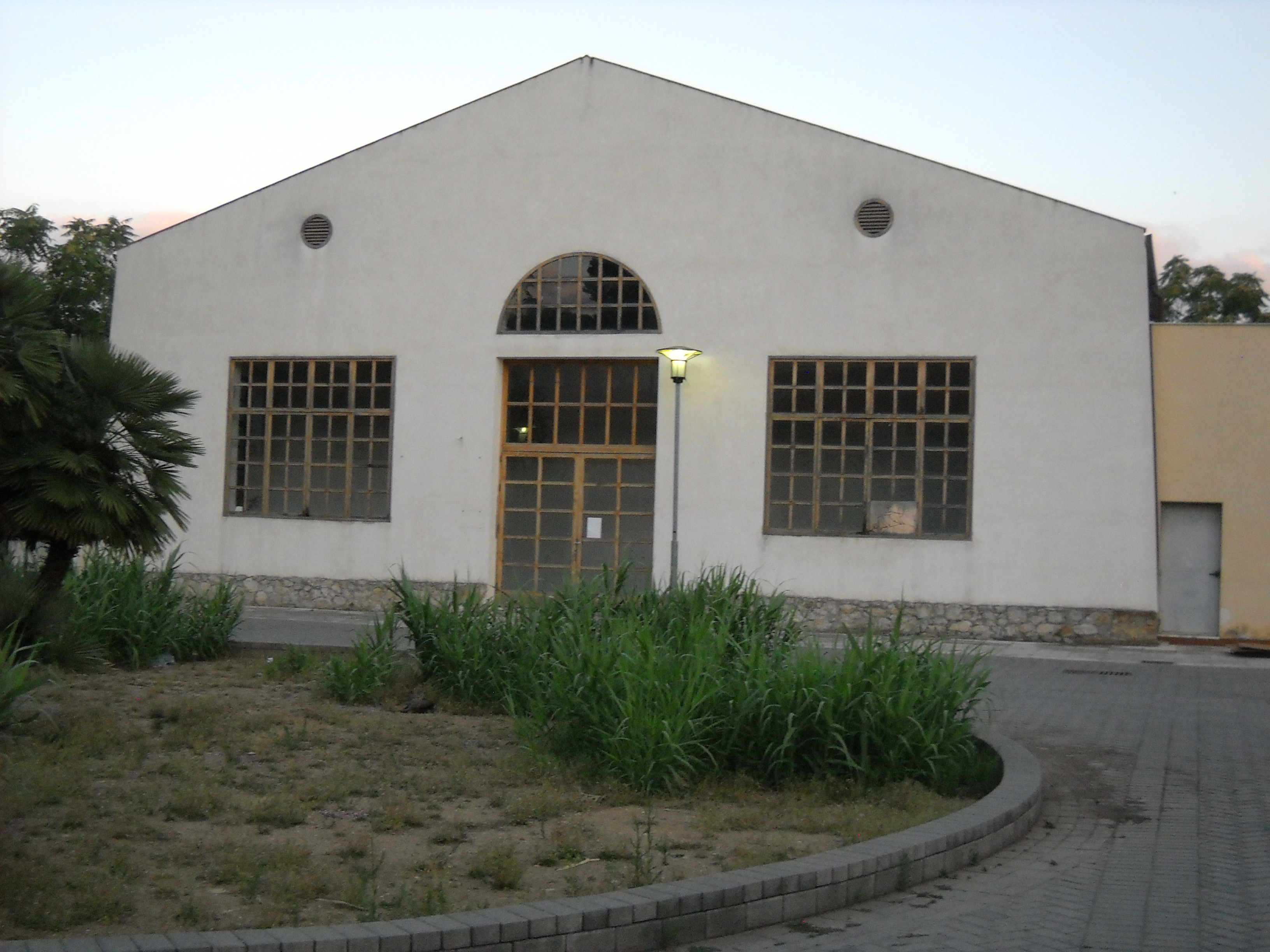
Cantieri Culturali della Zisa di Palermo Cinema De Seta, retro padiglione 7

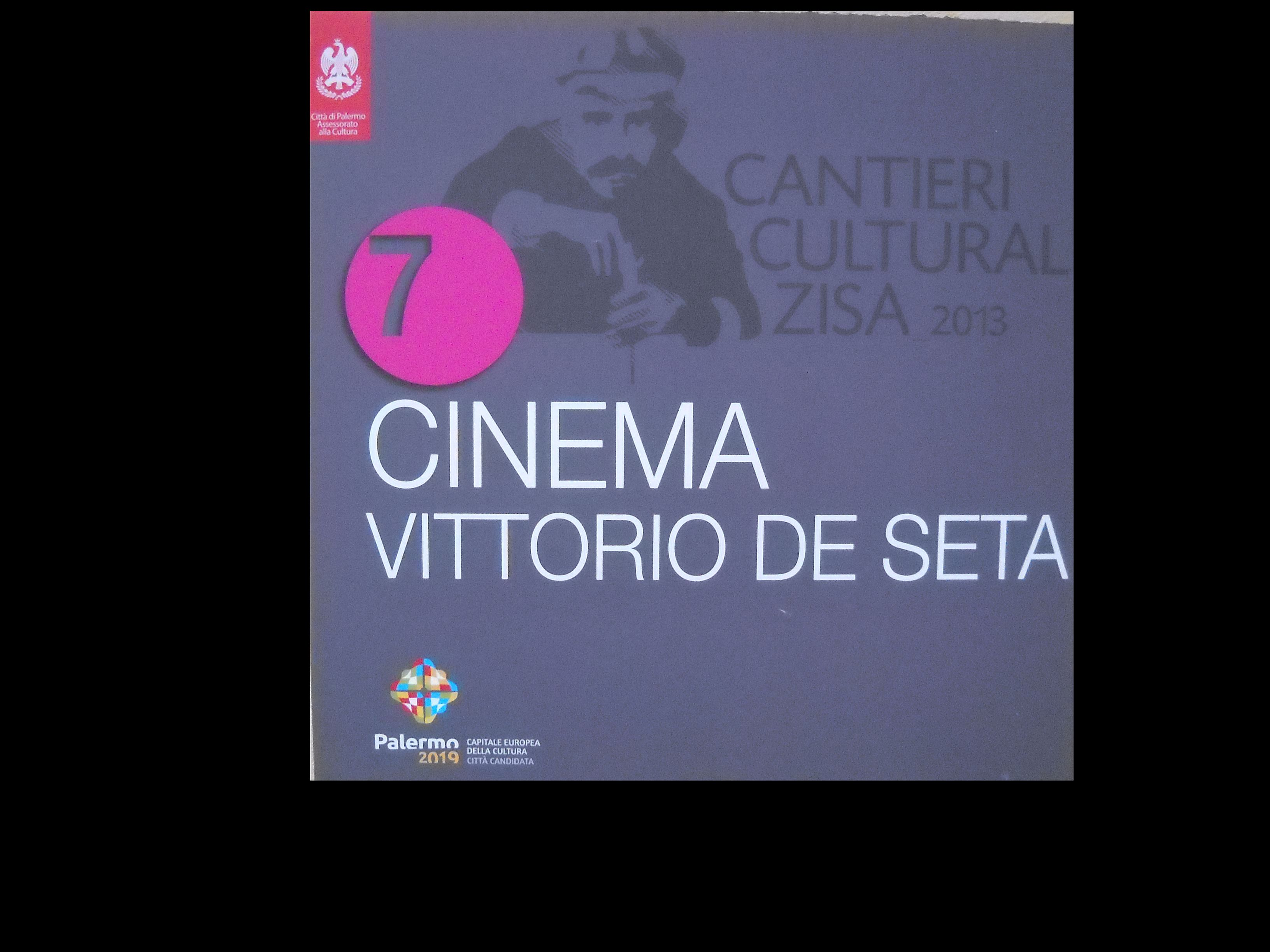
Cantieri Culturali della Zisa di Palermo Cinema De Seta, targa ingresso padiglione 7

Il Padiglione 4 dei Cantieri Culturali alla Zisa di Palermo è una delle cinque sedi della Scuola nazionale di cinema appartenente al Centro sperimentale di cinematografia, assieme alla sede centrale di Roma e a quelle distaccate di Milano, Torino e L'Aquila. Nell'aprile del 2012, il movimento "I cantieri che vogliamo" vi riapre il cinema da 500 posti e lo intitola a Vittorio De Seta. Da allora è ufficialmente il Cinema De Seta e vi si sperimenta una programmazione d'essai.

## Filmografia

### Lungometraggi
- Banditi a Orgosolo, 1961
- Un uomo a metà, 1966
- L'invitata, 1969
- Lettere dal Sahara, 2006

#### Documentari
- Lu tempu di li pisci spata - cortometraggio, 1954
- Isole di fuoco - cortometraggio, 1954
- Sulfarara - cortometraggio, 1955
- Pasqua in Sicilia - cortometraggio, 1955
- Contadini del mare - cortometraggio, 1955
- Parabola d'oro - cortometraggio, 1955
- Pescherecci - cortometraggio, 1958
- Pastori di Orgosolo - cortometraggio, 1958
- Un giorno in Barbagia - cortometraggio, 1958
- I dimenticati - cortometraggio, 1959
- In Calabria, 1993
- Dedicato ad Antonino Uccello - cortometraggio, 2003
- Pentedattilo - Articolo 23, episodio del film All Human Rights for All, 2008.

### Televisione
- Diario di un maestro - serie televisiva, 1973, film per la televisione in quattro puntate, liberamente ispirato al romanzo autobiografico di Albino Bernardini Un anno a Pietralata
- Quando la scuola cambia - serie televisiva, 1977
- La Sicilia rivisitata - serie televisiva, 1980
- Hong Kong, città di profughi - serie televisiva, 1980
- Un carnevale per Venezia - film TV, 1983.

## Pubblicazioni
- Introduzione del volume La Calabria (a cura di Curtosi F. e Candido G., 2009, Città del Sole edizioni, RC), antologia dell'omonima rivista di letteratura popolare (1838-1902) diretta dal prof. Luigi Bruzzano (2009).

## Riconoscimenti
- 1955. "Miglior documentario – cortometraggio" al Festival di Cannes con Isola di fuoco.[6]
- David di Donatello 1957: "Targa d'argento".[16]
- 1961. "Migliore opera prima" al Festival di Venezia con Banditi a Orgosolo.[9]
- 1962. "Nastro d'Argento alla migliore fotografia" del SNGCI con Banditi a Orgosolo.[9]
- Nel 2005, in occasione di un tributo al regista del Tribeca Film Festival e del Full Frame Documentary Film Festival, Martin Scorsese ha presentato il documentario Détour De Seta, realizzato nel 2004 da Salvo Cuccia.[17][18]
- Il 3 febbraio 2008, a 85 anni, riceve la cittadinanza onoraria di Orgosolo.
- Il 9 agosto 2009 ha ricevuto la cittadinanza onoraria di Alessandria del Carretto[19], il piccolo paese calabrese dove il regista girò I dimenticati (1959), documentario che narra l'isolamento del paese quando gli unici collegamenti con la costa erano costituiti dalle mulattiere e dal letto delle fiumare (quando non in piena) e l'unico momento di risveglio era segnato dalla primaverile Festa dell'Abete. Nell'estate del 2010 anche la Città di Briatico (VV) riconosce a De Seta la cittadinanza onoraria e gli conferisce il premio "il Telaio d'Oro"

### Videografia
- Paesaggi della memoria di Paolo Isaja e Maria Pia Melandri, 2002.
- Détour De Seta, documentario di Salvo Cuccia. Palomar-Endemol, 2004 (57 min.)
- Le cinéaste est un athlète, documentario di Vincent Sorrel e Barbara Vey, 2010.
- Sodankylä ikuisesti, documentario di Peter von Bagh, 2010.